# Paloma mensajera
La paloma mensajera (Columba livia domestica) es una variedad de la paloma bravía que se entrena para que vuelva a su palomar desde distancias largas llevando algún tipo de mensaje o carta, llamado columbograma, en un tubo anular que se les coloca en una pata. La actividad de cría y adiestramiento de estas palomas se denomina colombofilia.

## Características
La actual paloma mensajera es el resultado del cruce de varios tipos de palomas, que tiene como características principales el sentido de orientación y el morfotipo atlético. Se diferencian del resto de las palomas por su viveza, su rapidez de vuelo, su plumaje abundante y brillante, su cola siempre plegada, su cuello fuertemente implantado y erguido y su gran resistencia a la fatiga. Tienen un peso medio comprendido entre 425 y 525 g para el macho y 300 y 480 g para la hembra. Es capaz de franquear, en un solo día, distancias de 700 a 1000 km a velocidades medias superiores a los 90 km/h.

## Historia

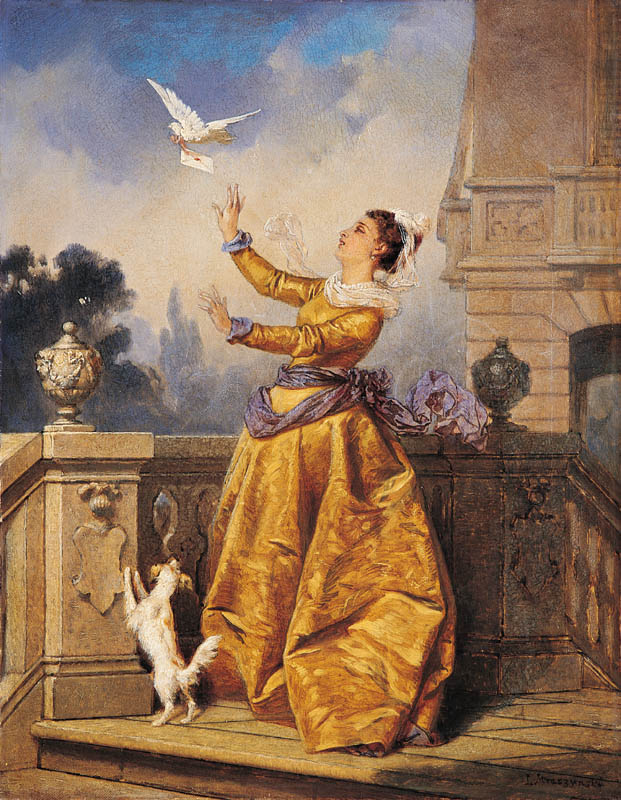
El mensajero del amor de Leonard Straszyński.

La paloma ha sido tomada por diferentes culturas como un símbolo para transmitir diferentes emociones. Por ejemplo, según la tradición bíblica una paloma sería la que le llevó a Noé el mensaje del retroceso de las aguas después del Diluvio al regresar con una rama de olivo en el pico, convirtiéndose en el símbolo de la paz.
La utilización de las palomas como medio de comunicación a distancia se conoce desde la Antigüedad. Los griegos transmitían a las ciudades los nombres de los ganadores de los Juegos Olímpicos por medio de palomas y las legiones romanas contaban con palomares móviles que acogían millares de ejemplares. Por ejemplo, se sabe que fueron usadas durante el Sitio de Módena de Marco Antonio en el 43 a. C. También los árabes perfeccionaron su uso y las utilizaron, por ejemplo, en sus luchas contra los cruzados en Tierra Santa para conocer sus movimientos.

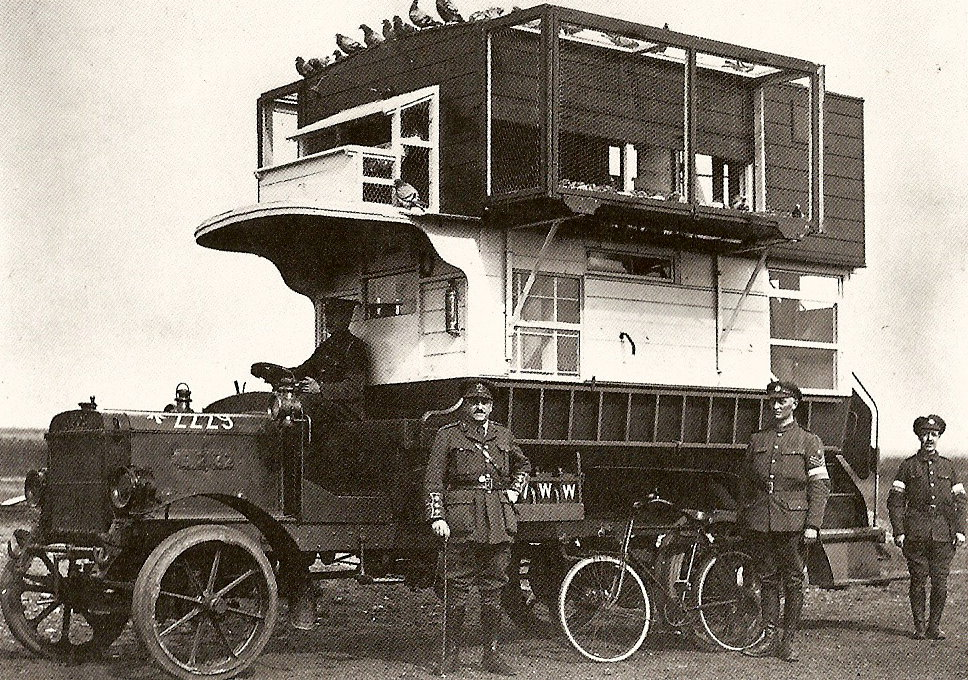
Bus tipo B de Londres, convertido en palomar en uso en el norte francés y en Bélgica, Primera Guerra Mundial.

El uso de palomas mensajeras se hizo indispensable en la Europa guerrera de la Edad Moderna y existen ejemplos de su uso en la guerra, como en el caso de los asedios de Haarlem y Leiden entre el 1572 y el 1574. Así, llegaron a existir servicios de correo regulares por medio de palomas mensajeras, como los de Reuters, y se emitieron sellos de uso exclusivo para estos servicios.
La utilización de la paloma mensajera como medio de comunicación disminuyó con la aparición de la telegrafía sin hilos. Actualmente su uso es casi exclusivamente deportivo aunque los diferentes ejércitos mantienen unidades especializadas para casos de conflictos militares que lleven aparejado el colapso de las telecomunicaciones.